# Phauda pratti
Phauda pratti is een vlinder uit de familie Phaudidae. De wetenschappelijke naam van de soort is voor het eerst geldig gepubliceerd in 1890 door Leech.